# Kleingebiet Tiszaújváros
Das Kleingebiet Tiszaújváros (ungarisch Tiszaújvárosi kistérség) war bis Ende 2012 eine ungarische Verwaltungseinheit (LAU 1) im Südosten des Komitats Borsod-Abaúj-Zemplén. Im Zuge der Verwaltungsreform von 2013 gingen die Gemeinden hauptsächlich in den nachfolgenden Kreis Tiszaújváros (ungarisch Tiszaújvárosi járás) über, die Ortschaft Hejőpapi wechselte in den Kreis Mezőcsát (ungarisch Mezőcsáti járás).
Ende 2012 zählte das Kleingebiet auf 256,27 km² Fläche 32.514 Einwohner. Der Verwaltungssitz befand sich in der einzigen Stadt Tiszaújváros (16.554 Ew.). Mit 127 Einwohnern je Quadratkilometer hatte es nach Miskolc die zweithöchste Bevölkerungsdichte.

## Ortschaften
| Girincs      | Hejőbába   | Hejőkeresztúr | Hejőkürt  | Hejőpapi      |
| Hejőszalonta | Kesznyéten | Kiscsécs      | Nagycsécs | Nemesbikk     |
| Oszlár       | Sajóörös   | Sajószöged    | Szakáld   | Tiszapalkonya |
| Tiszaújváros |            |               |           |               |